# Pringlea antiscorbutica
Il cavolo delle Kerguelen (Pringlea antiscorbutica R.Br. ex Hook.f.) è una angiosperma della famiglia delle Brassicaceae. È l'unica specie del genere Pringlea.

## Storia
Il nome fu attribuito alla specie nel 1776 dal medico e naturalista William Anderson, appartenente alla spedizione di esplorazione di James Cook, in onore a Sir John Pringle, Presidente della Royal Society inglese.

## Descrizione
La specie è l'unica del proprio genere. Si tratta di una pianta ramificata i cui steli si sviluppano a partire da rizomi. La foglie sono ovali e formano una testa (rosetta) di colore blu-verdastro, che può raggiungere una lunghezza di quasi 30 cm e una larghezza di circa 15 cm a piena maturazione. La rosetta è composta da una quarantina di foglie. Le inflorescenze sono disposte tra le foglie, e i fiori a quattro petali si collocano all'apice di pezzioli disposti tra quattro sepali verdi.

## Distribuzione e habitat

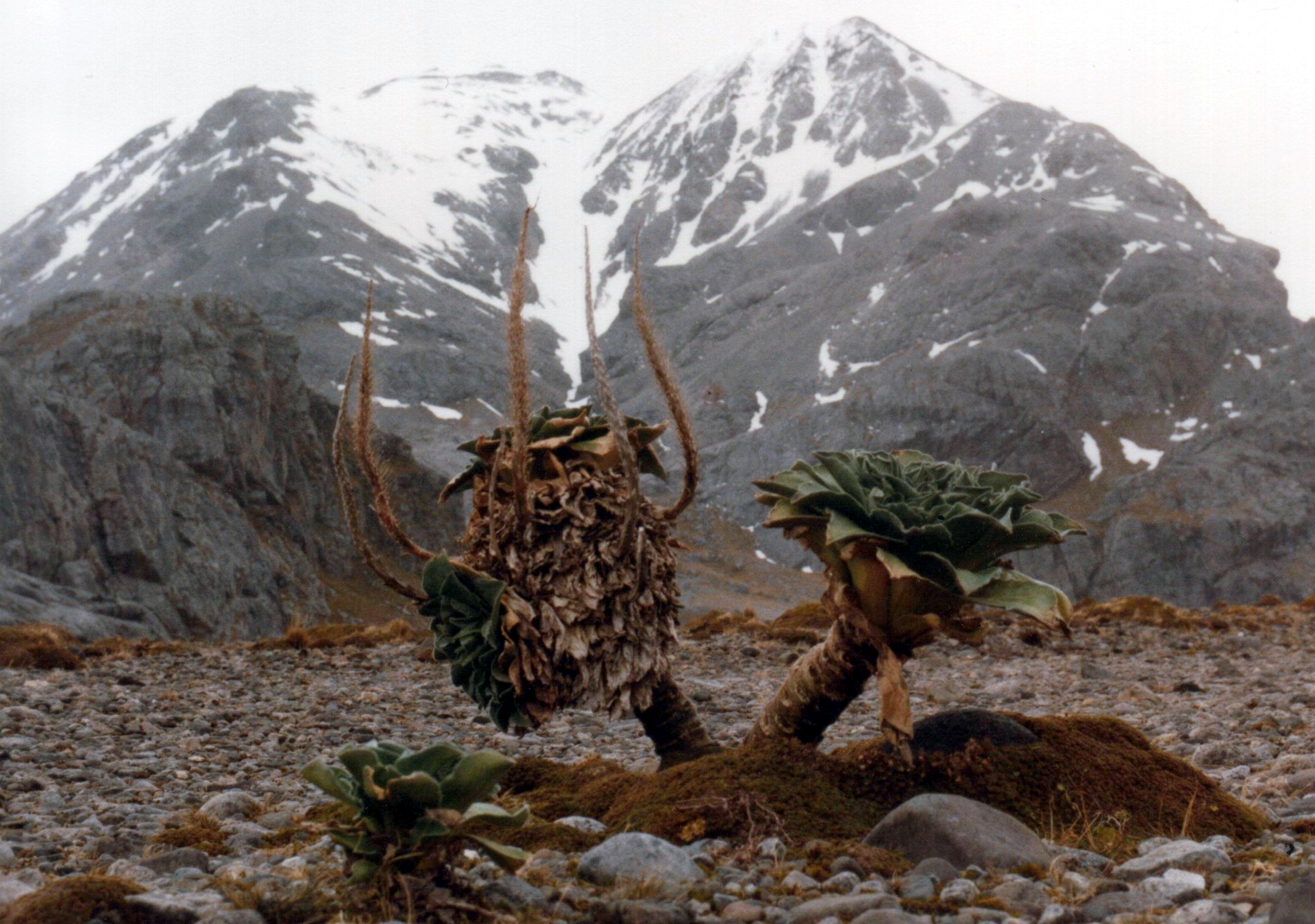
Una vecchia pianta di Cavolo delle Kerguelen nella penisola di Rallier du Baty

La pianta cresce nelle Isole Heard e McDonald, Crozet, Principe Edoardo e naturalmente nelle Isole Kerguelen. L'antenato di P. antiscorbutica probabilmente arrivò dall'America meridionale circa cinque milioni di anni fa. Tutte queste isole sono localizzate nell'ambiente oceanico australe pre-antartico, in una fascia oceanica a circa 50º di latitudine sud, e sono continuamente spazzate da un vento violento, umido e gelido.

## Biologia
L'impollinazione della Pringlea è fortemente basata sulla impollinazione, o auto-impollinazione anemofila, cioè recata dal vento. Tale tipo di impollinazione spiega la presenza delle evidenti infiorescenze erette, a forma di stilo, prive di petali. Il clima particolarmente inclemente delle isole ed il vento costante rendono infatti più vantaggiosa l'impollinazione anemofila rispetto a quella da insetti. Un particolare dittero senza ali (Calycopteryx moseleyi) è associato alla pianta e vive allo stato adulto sulle sue foglie, nutrendosi dei loro essudati, mentre le sue larve scavano gallerie nei rizomi della pianta.

## Usi

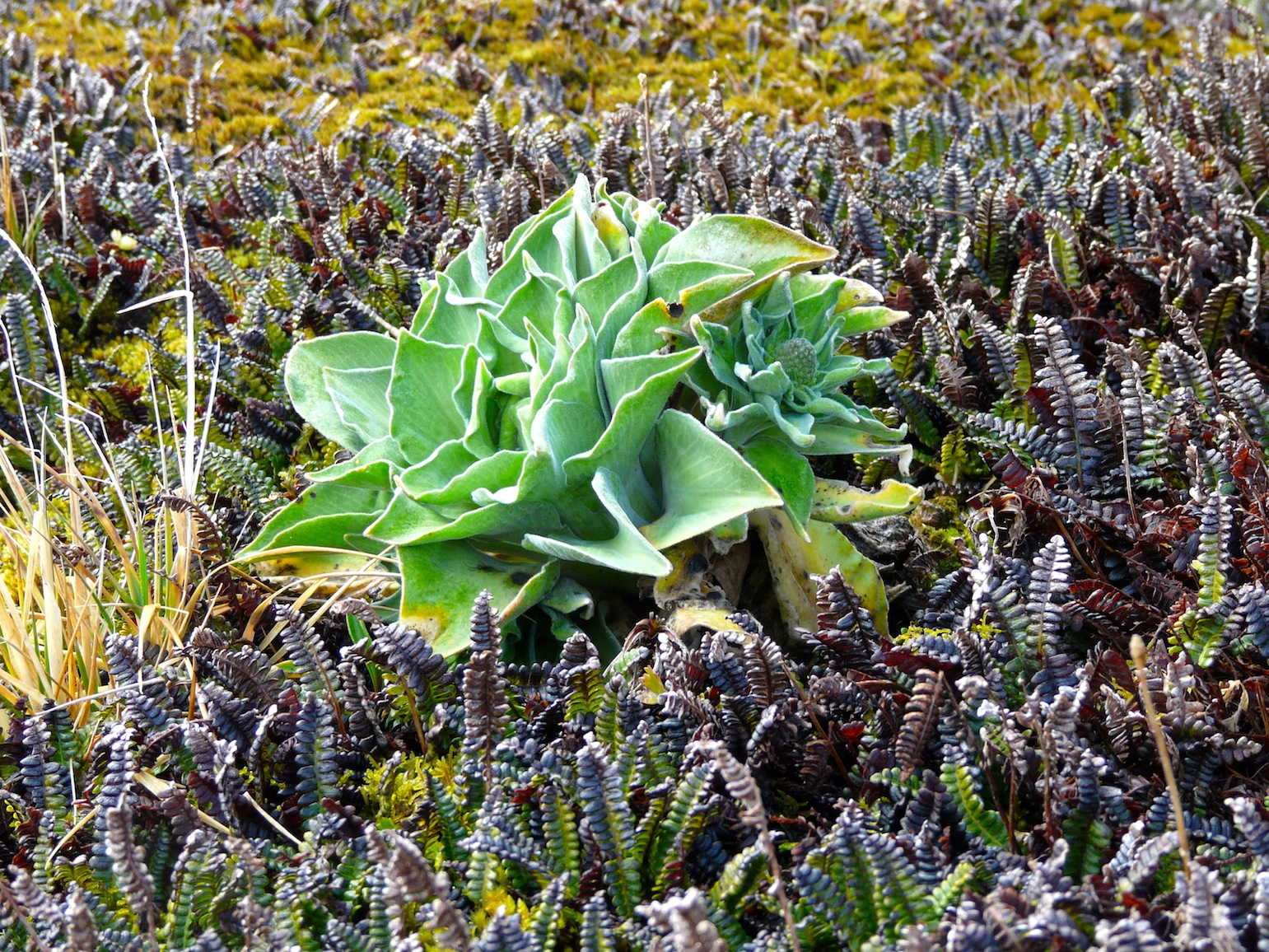
Un esemplare circondato da un tappeto di Blechnum penna-marina, una felce nana

La pianta è commestibile e contiene elevati livelli di potassio ma soprattutto contiene un alto livello di vitamina C (nelle foglie centrali 155 mg ogni 100 grammi). Queste caratteristiche ne fanno un ottimo rimedio contro lo scorbuto e spiegano il nome di specie della pianta. Per la presenza di vitamina C fu quindi molto ricercata dai marinai che frequentarono quei mari.